# 水窪町地頭方
水窪町地頭方（みさくぼちょうじとうがた）は静岡県浜松市天竜区の大字。

## 地理
浜松市天竜区の北部、水窪地区の東部に位置する。東で春野町小俣京丸及び榛原郡川根本町千頭、西で佐久間町奥領家及び水窪町奥領家、南で佐久間町相月・春野町石切・春野町豊岡・水窪町山住、北で長野県飯田市南信濃八重河内と接する。

### 山岳
- 中ノ尾根山
- 黒沢山
- 黒法師岳
- ゼンモン山
- 麻布山
- 奈良代山
- 戸中山
- 前黒法師山
- 六呂場山

### 湖沼
- 水窪湖

### 河川
- 水窪川
- 戸中川

## 歴史

### 沿革
- 1889年（明治22年）4月1日 - 町村制の施行により、周智郡地頭方村が周辺の村と合併し、周智郡奥山村となる[WEB 6]。旧村名は奥山村の大字として残る[WEB 7]。
- 1903年（明治36年）12月1日 – 奥山村の一部が分離独立して城西村が発足する。
- 1925年（大正14年）5月10日 – 奥山村が町制施行して水窪町となる。
- 1951年（昭和26年）7月1日 - 水窪町の所属郡が磐田郡に変更となる。
- 2005年（平成17年）7月1日 – 水窪町外10市町村が浜松市に編入される。
- 2007年（平成19年）4月1日 - 浜松市が政令指定都市となる。水窪町地頭方は天竜区の一部となる。

## 施設
- 浜松市立水窪中学校
- 浜松市水窪総合体育館
- 浜松市水窪民俗資料館
- 水窪ダム
- 春日神社
- 日月神社
- 曹洞宗 善住寺

## 交通

### 鉄道
- JR飯田線：（豊橋・新城 方面 - ）向市場 - 水窪（ - 飯田・辰野 方面）

### バス
- 浜松市水窪ふれあいバス - 水窪駅停留所
  - 池島線（桂山系統）
  - 池島線（遠木沢系統）
  - 門桁線
  - 白倉線（大沢系統）
  - 白倉線（草木大嵐系統）
  - 上村・向島線
    - 水窪タクシーに委託
    - 池島線桂山系統と上村・向島線は水曜運行、池島線遠木沢系統と門桁線は火・木曜運行、白倉線大沢系統は月・木曜運行、白倉線草木大嵐系統は火・金曜運行、各線祝日及び年末年始は運休、事前予約制

### 道路
- 静岡県道389号水窪森線

## その他

### 学区
小学校・中学校の学区は以下の通りである。
- 浜松市立水窪小学校
- 浜松市立水窪中学校

### 警察
警察の管轄区域は以下の通りである。
| 番・番地等     | 警察署     | 交番・駐在所                 |
| -------------- | ---------- | ---------------------------- |
| 全域（各一部） | 天竜警察署 | 水窪分庁舎・所在地交番       |
| 全域（各一部） | 天竜警察署 | 西浦（にしうれ）警察官駐在所 |

### 消防
消防の管轄区域は以下の通りである。
| 番・番地等 | 消防署     | 本署/出張所 |
| ---------- | ---------- | ----------- |
| 全域       | 天竜消防署 | 水窪出張所  |

### WEB
1. ↑  “h02_22.csv”.   総務省 (2022年2月10日). 2024年11月15日閲覧。
2. ↑  “静岡県浜松市天竜区 (22137)｜国勢調査町丁・字等別境界データセット”.   人文学オープンデータ共同利用センター. 2024年11月15日閲覧。
3. ↑  “静岡県 浜松市天竜区 水窪町地頭方の郵便番号 - 日本郵便”.   日本郵便. 2024年11月15日閲覧。
4. ↑  “市外局番の一覧”.   総務省 (2022年3月1日). 2024年11月15日閲覧。
5. ↑  “事業所案内及び管轄地域（事務所3件、分室3件）”.   一般社団法人静岡県自動車会議所. 2024年11月15日閲覧。
6. ↑  “historyofcities.pdf”.   静岡県総務部合併推進室・財団法人静岡県市町村振興協会. 2024年11月15日閲覧。
7. ↑  “解説ページ”.   株式会社エア. 2024年11月15日閲覧。
8. ↑  “学校名から探す／浜松市”.   浜松市 (2024年1月1日). 2024年11月15日閲覧。
9. ↑  “水窪分庁舎・所在地交番｜静岡県警察”.   静岡県警察 (2023年11月8日). 2024年11月15日閲覧。
10. ↑  “西浦駐在所｜静岡県警察”.   静岡県警察 (2023年11月8日). 2024年11月15日閲覧。
11. ↑  “消防署の町別管轄「み」／浜松市”.   浜松市 (2024年3月21日). 2024年11月15日閲覧。